# Bira (Indonésie)
Pour les articles homonymes, voir Bira.
Bira est un village dans la province indonésienne de Sulawesi du Sud. Il est situé à la pointe sud-est de la péninsule méridionale de l'île.
Administrativement, Bira fait partie du kecamatan de Bonto Bahari dans le kabupaten de Bulukumba.

## Tourisme

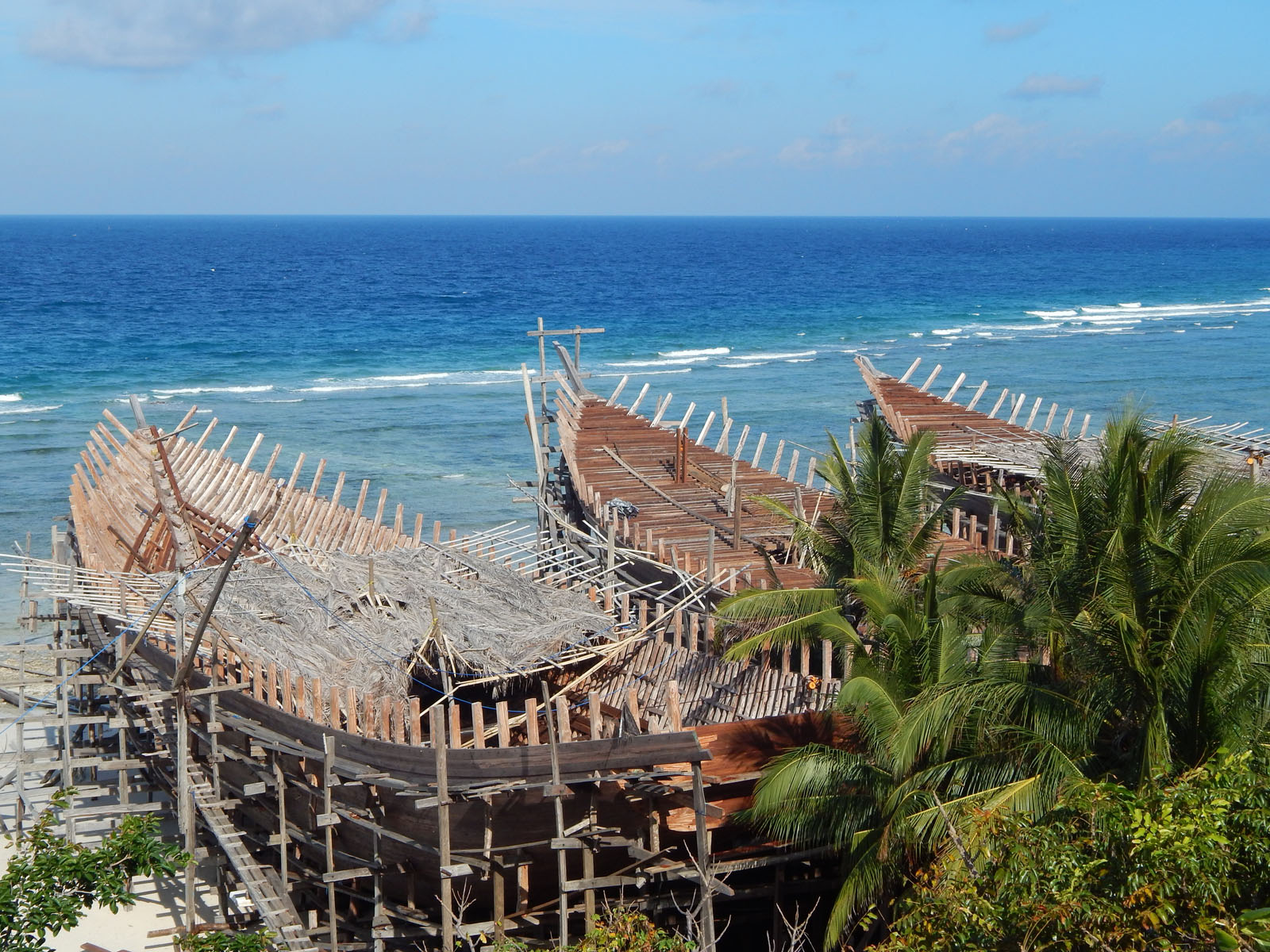
Le chantier naval de Bira
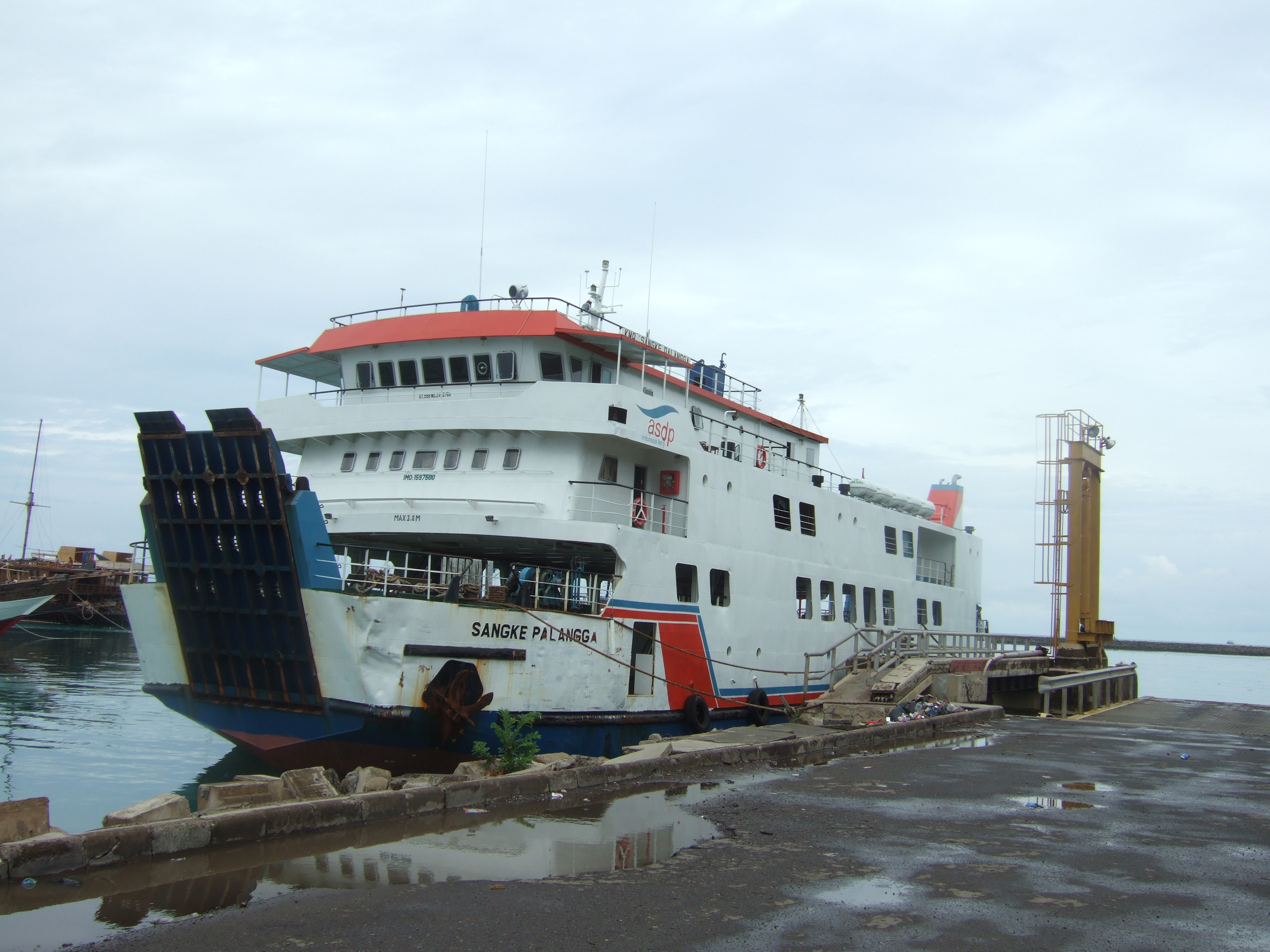
Ferry assurant la liaison entre Bira et l'île de Selayar